# Yacanto (álbum)
Yacanto es el cuarto álbum de estudio del grupo musical de Argentina El Bordo. Fue grabado y mezclado en los Estudios Del Abasto al Pasto durante los meses de julio y agosto de 2007.

## Lista de canciones
1. «El regreso»
2. «No quiero»
3. «La banda»
4. «Noche extraña»
5. «El carnaval de la eterna tristeza»
6. «Guerreros del viento»
7. «Vientos de locura»
8. «Soñando despierto»
9. «Dejar caer el sol»
10. «Puerto escondido (Frente a la locura)»
11. «El silencio del caos infernal»

## Cortes de difusión
- «El regreso»
- «El silencio del caos infernal»
- «Soñando despierto»
- «Noche extraña»
- «La banda»